# Константин Андреу
Константин Андреу (фр. Constantine Andréou, грч. Κωνσταντίνος Ανδρέου; Сао Пауло, 24. март 1917 — Атина, 8. октобар 2007) је био грчки уметник.

## Биографија
Рођен у Сао Паулу, Бразил, 24. мартаа 1917. од грчких родитеља. Године 1925. сели се са породицом у грчку. Године 1935. дипломира технички дизајн. Исте године почиње да студира вајарство.
Године 1940. придружује се грчкој војсци да би се борио у Другом светском рату а касније се придружује и грчком покрету отпора против нацистичке окупације.
Године 1945. добија стипендију француске владе и сели се у Париз.
Године 1947. испробава нове технике уметничког израза. Сам измишља технику с којом раскида са традиционалним уметничким техникама.
У Паризу среће многе колеге уметнике међу којима и швајцарског архитекту Ле Корбизјеа. Андреу има привилегију да излаже са мајсторима као што су Пабло Пикасо (1961. и 1962), Анри Матис (1961) и Макс Ернст (1962).
Године 1998. добија награду "Gran Prix d'Antoine Pevsner" за вајарски рад.
Године 1999. библиотека француског градића Вил ди Боа, где Андреу живи, названа је по његовом имену.
Године 2000. француска влада га одликује орденом Легије части ("Croix de Chevalier de la Légion d'honneur").
Године 2001. Андреу добија титулу "Commandeur de l'Ordre des Arts et des Lettres" од француске владе.
Његови радови се могу наћи у приватним колекцијама у Европи, САД и Азији.